# Emmit King
Emmit King (* 24. März 1959 in Bessemer, Alabama; † 28. November 2021 ebenda) war ein US-amerikanischer Leichtathlet, der sich auf den 100-Meter-Lauf spezialisiert hatte.
Den Höhepunkt seiner Karriere erreichte er bei den Weltmeisterschaften 1983 in Helsinki. In der 4-mal-100-Meter-Staffel errang er gemeinsam mit Willie Gault, Calvin Smith und Carl Lewis den Titel. Dabei erzielte das US-amerikanische Quartett mit ihrer Siegerzeit von 37,86 s einen Weltrekord. Außerdem gewann King in einer Zeit von 10,24 s die Bronzemedaille im 100-Meter-Lauf hinter seinen Mannschaftskollegen Lewis und Smith.
King wurde zweimal als Mitglied der US-amerikanischen Staffel für Olympische Spiele nominiert (1984 und 1988), kam jedoch nicht zum Einsatz. Er besuchte die University of Alabama.
Emmit King wurde am Morgen des 28. November 2021 zusammen mit einem weiteren Mann vor einem Wohnhaus in Bessemer erschossen.

## Bestleistungen
- 100 m: 10,04 s, 17. Juni 1988, Tampa

## Einzelnachweis
1. ↑  Former Olympian, Alabama track star Emmit King 1 of 2 men killed in Bessemer shootout